# Darci Sprotte Neto
Darci Sprotte Neto (nacido el 25 de marzo de 1987) es un futbolista brasileño que se desempeña como centrocampista.

## Trayectoria

### Clubes
| Club           | País   | Año         |
| -------------- | ------ | ----------- |
| Joinville      | Brasil | 2004 - 2006 |
| Ventforet Kofu | Japón  | 2006        |
| Metropolitano  | Brasil | 2007 - 2010 |
| Metropolitano  | Brasil | 2017        |
| Fluminense     | Brasil | 2017        |